# Bitva u Carillonu
Bitva u Carillonu, vybojovaná 8. července 1758 u jezera Champlain, představuje nejkrvavější bitvu tzv. francouzsko-indiánské války. Asi 3600 Francouzů a jejich indiánských spojenců v ní připravilo drtivou porážku téměř dvacetitisícové britské armádě.
Bitva nemohla vzhledem ke zdrcující materiální i početní převaze britské strany na americkém válčišti změnit celkový výsledek války, nicméně ji výrazně prodloužila, když oddálila pád Carillonu i další britské akce a značně zredukovala ochotu indiánů bojovat po boku Britů, kteří před jejich očima takto propadli. Je hodnocena jako největší úspěch francouzské strany a markýze de Montcalm v celé válce, v případě britské strany pak jako názorná ukázka naprosté nekompetentnosti velitele.

## Průběh bitvy

Rozmístění sil

Markýz de Montcalm, který vedl francouzské síly u Carillonu, se rozhodl nečekat na britské síly ve slabé pevnosti předurčené za daného poměru sil k pádu a vysunul své jednotky do zalesněných kopců nacházejících se asi 1 km před pevností, kde se narychlo opevnil pomocí záseků.
Britský generál Abercrombie, který očekával, že Francouzi zůstanou v Carillonu, toto postavení hrubě podcenil. Příliš se spolehl na svou obrovskou početní převahu a přesvědčení, že hlavní francouzské síly musí být v Carillonu, a bez řádného průzkumu a dělostřelecké přípravy vrhl své jednotky do frontálního útoku přímo proti hlavním pozicím Francouzů. Po následném hrůzném masakru, během kterého britské ztráty daleko přesáhly dva tisíce mužů, se britské síly stáhly k Lake George a až do nahrazení Abercrombieho nevyvíjely větší aktivitu.